# Eleonora de Austria (1534–1594)
Eleonora de Austria (n. 2 noiembrie 1534, Viena, Monarhia Habsburgică – d. 5 august 1594, Mantova, Ducatul de Mantova⁠(d)), aparținând Casei de Habsburg, a fost ducesă de Mantua - Monferrat prin căsătoria cu ducele Gugliemo Gonzaga.

## Biografie

### Familie
Eleonora a fost al optulea copil și a șasea fiică din cei cincisprezece copii ai împăratului Ferdinand I și ai soției sale, Anna Iagello. Surorile ei au fost: Elisabeta de Austria, regină a Poloniei, Anna de Austria, Ducesă de Bavaria, Arhiducesa Maria de Austria, Ecaterina de Austria, regină a Poloniei, Arhiducesa Barbara de Austria și Ioana a Austriei care a fost mama Mariei de Medici, regină a Franței.
Frații săi au fost: Maximilian al II-lea, Împărat Roman, Ferdinand al II-lea, Arhiduce de Austria și Carol al II-lea, Arhiduce de Austria.

### Căsătorie și urmași
Eleonora s-a căsătorit cu ducele Guglielmo Gonzaga de Mantua-Monferrat la 26 aprilie 1561. Copiii lor au fost:
- Vincenzo I, Duce de Mantua (21 septembrie 1562 – 9 februarie 1612), s-a căsătorit cu Eleonora de Medici (nepoata Eleonorei);
- Margherita Gonzaga (27 mai 1564 – 6 ianuarie 1618), s-a căsătorit cu Alfonso II d'Este;
- Anna Caterina Gonzaga (17 ianuarie 1566 – 3 august 1621), s-a căsătorit cu unchiul matern, arhiducele Ferdinand al II-lea de Austria.

## Sfârșitul vieții
Eleonora a devenit văduvă în 1587. A murit la 5 august 1594, la vârsta de 59 de ani. A fost unul dintre ultimii copii ai lui Ferdinand și ai Annei încă în viață la acea vreme, singurul frate care i-a supraviețuit fiind arhiducele Ferdinand al II-lea de Austria, care a murit la un an după Eleonora.